# Cardiel Lacus
 (août 2019).
Si vous disposez d'ouvrages ou d'articles de référence ou si vous connaissez des sites web de qualité traitant du thème abordé ici, merci de compléter l'article en donnant les références utiles à sa vérifiabilité et en les liant à la section « Notes et références ».
Cardiel Lacus est un lac de Titan, satellite naturel de Saturne.

## Caractéristiques
Son diamètre est de 22 km.
Le nom de ce lac a été donné en référence au lac Cardiel, un lac d'Argentine.